# Etiennea capensis
Etiennea capensis är en insektsart som beskrevs av Hodgson 1991. Etiennea capensis ingår i släktet Etiennea och familjen skålsköldlöss. Inga underarter finns listade i Catalogue of Life.